# Municipio de Split Rock (Dakota del Sur)
El municipio de Split Rock (en inglés: Split Rock Township) es un municipio ubicado en el condado de Minnehaha en el estado estadounidense de Dakota del Sur. En el año 2010 tenía una población de 3248 habitantes y una densidad poblacional de 39,48 personas por km².

## Geografía
El municipio de Split Rock se encuentra ubicado en las coordenadas 43°32′59″N 96°34′55″O / 43.54972, -96.58194. Según la Oficina del Censo de los Estados Unidos, el municipio tiene una superficie total de 82.27 km², de la cual 81.77 km² corresponden a tierra firme y (0.61%) 0.5 km² es agua.

## Demografía
Según el censo de 2010, había 3248 personas residiendo en el municipio de Split Rock. La densidad de población era de 39,48 hab./km². De los 3248 habitantes, el municipio de Split Rock estaba compuesto por el 97.69% blancos, el 0.03% eran afroamericanos, el 0.37% eran amerindios, el 0.77% eran asiáticos, el 0.03% eran isleños del Pacífico, el 0.37% eran de otras razas y el 0.74% pertenecían a dos o más razas. Del total de la población el 0.62% eran hispanos o latinos de cualquier raza.